# Brian Deer
Pour les articles homonymes, voir Deer.
Brian Deer est un journaliste d'investigation britannique, connu pour ses enquêtes dans l'industrie pharmaceutique, la médecine, et les questions sociales, pour le Sunday Times de Londres.

## Carrière
Après avoir obtenu un diplôme en philosophie à l'Université de Warwick, il devient rédacteur en chef et responsable du service de presse de la Campagne pour le désarmement nucléaire, et devient membre de la revue collective The Leveller. Par la suite, il rejoint The Times, puis The Sunday Times, d'abord en tant que business news subeditor et puis en tant que journaliste et chroniqueur Dans les années 1980, sous la direction de l'éditeur du Sunday Times Andrew Neil, Brian Deer devient le premier correspondant sur la thématique des affaires sociales, entre 1990 et 1992.

### Enquêtes
En 1986, l'une des premières enquêtes de Brian Deer concerne le médecin Britannique Michael Briggs à l'Université Deakin en Australie, à propos de la sécurité de la pilule contraceptive. Deer révèle que de nombreuses études de Briggs ont été fabriqués de manière à donner une image positive des produits en matière d'innocuité cardiovasculaire. La recherche a été financée en grande partie par la société pharmaceutique allemande Schering AG,
En 1994, son enquête sur Le Wellcome Trust a conduit au retrait du Royaume-Uni de la superproduction antibiotique, Septrin (aussi vendu sous le nom de Bactrim) et de la vente par le Wellcome Trust de sa filiale pharmaceutique.
En 2005, le retrait de l'analgésique Vioxx a été suivie par une enquête par Deer parmi les personnes responsables de l'introduction de ce médicament
En 2006, le documentaire de Deer "The drug trial that went wrong" étudie l'anticorp expérimental monoclonal TGN1412. Il a été nommé pour un prix Royal Television Society
En 2008, le psychiatre médiatique Raj Persaud, a été suspendu de l'exercice de la médecine et a démissionné de son poste de professeur, après avoir été confondu pour plagiat à la suite d'une enquête de Brian Deer,

#### Vaccin ROR
Dans une série d'enquêtes entre 2004 et 2010, Deer a étudié les controverses sur le vaccin ROR qui sont apparues avec la publication en 1998 d'une étude dans la revue médicale The Lancet, écrite par Andrew Wakefield et ses collègues. Deer a révélé que Wakefield avait plusieurs conflits d'intérêts non déclarés,, a manipulé des preuves, et a été responsable de ce que le BMJ a appelé plus tard « un ensemble complexe de fraude ».
L'enquête de Deer a été la plus longue jamais menée par le General Medical Council (GMC) du Royaume-Uni. En janvier 2010, le GMC a jugé Wakefield malhonnête, non-éthique et inhumain, et le 24 mai 2010, il est radié du registre médical britannique. En accord avec les conclusions de Deer, The Lancet a partiellement rétracté l'article de Wakefield en février 2004, et entièrement rétracté en février 2010 à la suite des résultats du GMC,. En 2011, Deer a publié ses conclusions dans le BMJ avec une approbation par les éditeurs.
Le 18 novembre 2004, Channel 4 diffuse le documentaire de Deer : « RRO: Ce qu'ils ne vous disent pa »,. La critique de télévision Nancy Banques-Smith écrit dans Le Guardian :
"Après une année de rebuffades, Deer a mis le Dr Wakefield à la terre à une conférence sur l'autisme à Indianapolis. La caméra a pris un peu de buffet et le Dr Wakefield à gauche avec Deer le suivant, en criant: "Nous avons de très importantes questions à vous poser au sujet de votre recherche et de vos ambitions commerciales, monsieur ! Allez-vous tenir votre position et répondre ?' Si c'était de la répression, et c'en était, le Dr Wakefield n'avait que lui-même à blâmer pour avoir fui".
En réponse au documentaire, Wakefield lance une poursuite en diffamation contre Deer. L'affaire est abandonnée plus tard et Wakefield devient redevable des frais occasionnés par Deer et les autres défendeurs.
En janvier 2012, Wakefield poursuit Deer et le British Medical Journal, cette fois au Texas, mais l'affaire est renvoyée à la fois au district et à la cour d'appel, Wakefield est à nouveau condamné à payer les frais,
En octobre 2014, dans un article publié dans Le Sunday Times, Deer rapporte une décision de la Court of protection. Dans sa décision, le juge Baker écrit, « La critique des faits établis dans ce cas, peut être résumée comme suit. M a un trouble autistique. Il n'y a aucune preuve que son autisme a été causé par la vaccination ROR. Le témoignage de ses parents à propos des effets indésirables de la vaccination est fabriqué. »
En juillet 2015, Deer donne une conférence à La Rencontre Incroyable intitulée "Vaccins: La Fuite des Victimes".

### Récompenses
Pour son travail au  Times et au Sunday Times, Deer reçoit plusieurs prix, dont deux British Press Awards pour ses enquêtes
À la suite de son premier Prix de la Presse Britannique en 1999, il est nommé, en février 2011, pour deux prix de plus, dans les catégories de "journaliste de l'année" et "journaliste spécialisé de l'année", remporté le 5 avril 2011,,.
En octobre 2011, Deer remporte le prix annuel HealthWatch (précédemment attribué à Sir Iain Chalmers, le Professeur David Colquhoun, et d'autres éminents militants médicaux britanniques)
Deer est nommé, en 2009, Maître de conférences en santé de l'enfant, de la politique à l'Université du Michigan, et, en 2012, Conférencier émérite en Sciences de la Vie à l'Université du Wisconsin-La Crosse,.
Le 17 novembre 2016 Deer reçoit le grade honorifique de Docteur es Lettres de la York St John University.